# Raffaele Cadorna
Pour les articles homonymes, voir Cadorna.

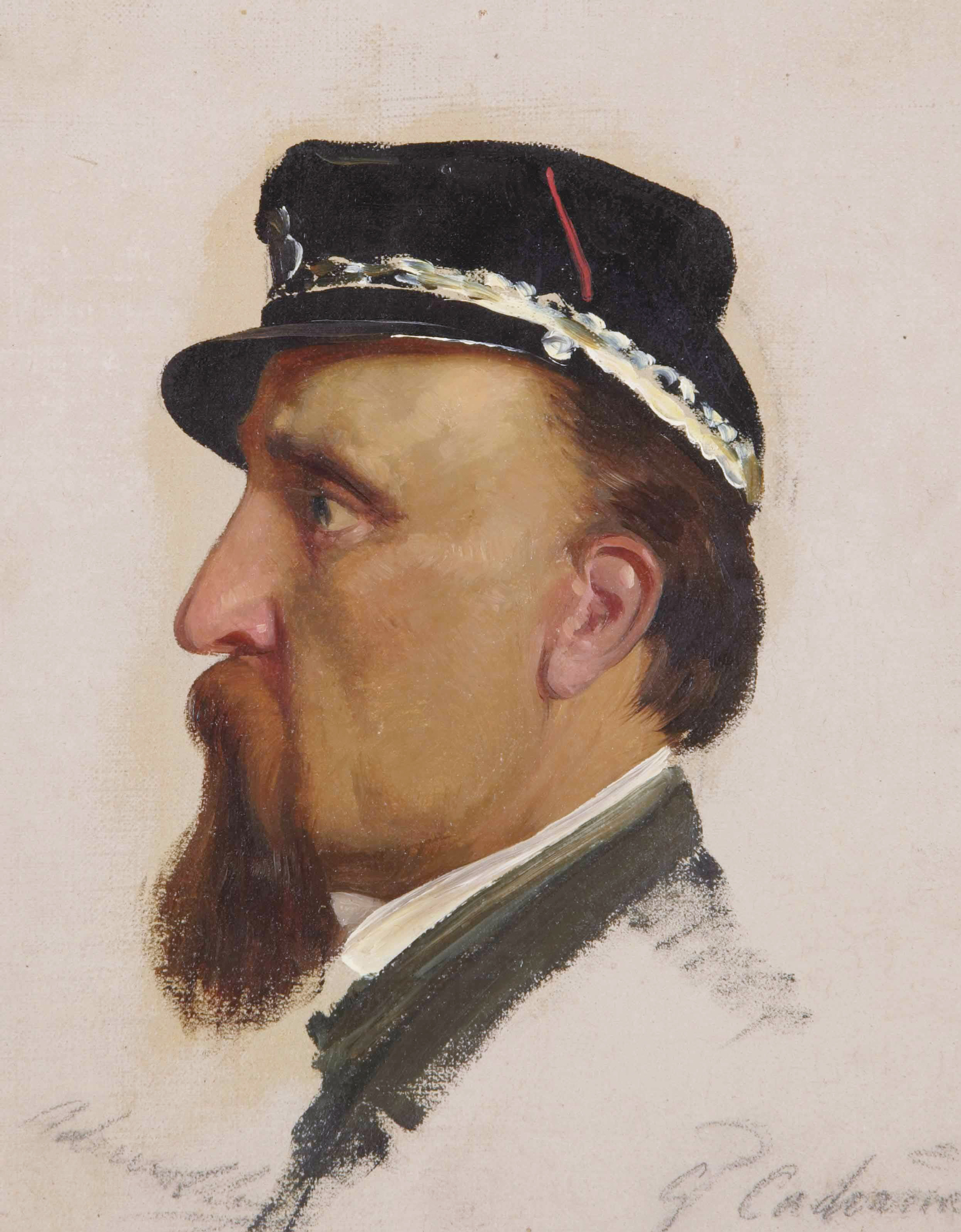
Général Raffaele Cadorna (Carlo Ademollo)

Raffaele Cadorna (né à Milan, 9 février 1815, mort à Turin le 6 février 1897) est un général et un homme politique italien. Il est au service du royaume de Sardaigne puis de celui d'Italie.

## Biographie
Passionné par l'art militaire, très jeune Raffaele Cadorna émigre dans le Piémont avec son frère Carlo, ministre sous Charles-Albert et président du conseil d'État sous Victor-Emmanuel II.
Après avoir fréquenté pendant quelques années l'académie militaire de Turin, il est simple soldat en 1833, l'année suivante il est nommé sous-lieutenant de brigade et après une longue période, il sort du rang en 1846 devenant capitaine et en 1848 major de l'armée royale.
À ce poste, il participe à la première guerre d'indépendance italienne (1848-1849). Le 12 mars 1849, à la demande de Charles-Albert, il se rend auprès du feld-maréchal Radetzky à Milan pour dénoncer l'armistice Salasco. Après la défaite de Novare, Cadorna s'enrôle pour l'Algérie dans la Légion étrangère française. Il obtient une grande popularité après sa participation à la guerre de Crimée (1855-1856) et surtout pendant la deuxième guerre d'indépendance italienne (1859-1861) où il se distingue à la bataille de San Martino, obtenant le grade de lieutenant-colonel.
Commandant militaire en Sicile et dans les Abruzzes en 1860 (régions qui viennent d'être conquises par Giuseppe Garibaldi), il s'emploie avec dureté à extirper le phénomène du brigandage post-unitaire, qu'il réussit à faire diminuer en 1865. L'année suivante, il prend part à la troisième guerre d'indépendance et mâte la révolte des Sette e mezzo à Palerme. En 1869, il obtient les pleins pouvoirs pour réprimer les révoltes qui se produisent dans toute l'Italie à la suite de l'introduction de la taxe sur le broyage du grain, et en 1870, il commande le IVe corps d'armée de l'armée lors de la prise de Rome et de son annexion à l'Italie.
Nommé député et sénateur (1871), il est, en 1873, commandant du corps d'armée de Turin, et se retire de sa charge en 1877 afin de s'occuper exclusivement de politique. Parlementaire de droite, il est au cours des dernières années de sa vie un opposant farouche de la gauche et du garibaldisme, bien qu'il ait à ses côtés un de ses ex-généraux (Nino Bixio).
Son fils Luigi sera chef d'état major de l'armée royale pendant la Première Guerre mondiale.

## Distinctions
| : Cavalier de l'ordre suprême de la Très Sainte Annonciade, 1895 |

| : Cavalier de Grand-Croix de l'Ordre des Saints-Maurice-et-Lazare |

| : Cavalier de l'ordre militaire de Savoie, le 12 juin 1856, R.D. n. 22 |

| : Commandeur de l'ordre militaire de Savoie, le 3 octobre 1860, R.D. n. 57 |

| : Cavalier de Grand-Croix de l'ordre militaire de Savoie, le 23 octobre 1870, R.D. n. 159 |

| : Cavalier de Grand-Croix de l'Ordre de la Couronne d'Italie |

## Sources
- (it) Cet article est partiellement ou en totalité issu de l’article de Wikipédia en italien intitulé « Raffaele Cadorna » (voir la liste des auteurs).